# La joven madre (Dou)
La joven madre es una pintura al óleo del artista neerlandés Gerrit Dou, de 1658. La firma del artista aparece sutilmente en la vidriera, GDOV.1658. Esta pieza de género forma parte de la colección del museo Mauritshuis, en La Haya, Países Bajos, desde 1822.

## Historia
Para apaciguar al rey inglés Carlos II, que acababa de llegar al poder, los Estados Generales de los Países Bajos y los Estados de Holanda y Frisia Occidental le ofrecieron un gran número de regalos, entre ellos unos 25 cuadros. La joven madre formaba parte de este regalo neerlandés. El tema del cuadro podría considerarse una referencia a María Enriqueta Estuardo, hermana del rey y viuda del estadista Guillermo II de Orange. Tuvo que velar por los intereses de su hijo en circunstancias políticas difíciles. Carlos II quedó muy satisfecho con la obra de Dou e intentó llevar al pintor a Inglaterra. Dou, sin embargo, no accedió a su invitación.

## Descripción
Aunque Dou fue alumno de Rembrandt, no adoptó su estilo pictórico. Dou desarrolló una técnica refinada y pulida que le permitió realizar cuadros excepcionalmente detallados. Las pinturas de género realistas y meticulosas son, por tanto, la marca de fábrica de los Fijnschilder de Leiden, de los que Dou era el líder.
En La joven madre, una mujer joven está sentada junto a la ventana haciendo labores de aguja. Levanta la vista de su labor hacia el espectador. A su lado está su bebé en una cuna de mimbre, cuidado por una criada. En el interior, iluminado por la luz del sol que entra por la ventana, puede verse un llamativo número de objetos domésticos. Junto a la ventana hay sobre una mesa un pequeño bodegón con una cesta, que porta un conejo despellejado, al lado de una jarra de metal caída. En la esquina inferior derecha, el artista muestra aún más objetos. En aparente desorden se representan un farol abierto caído, una escoba, un manojo de zanahorias, un pescado en un plato y un pájaro muerto. Al fondo, aún se ven vagamente en la penumbra dos personas avivando el fuego en una chimenea.
Las piezas de género del siglo XVII están a menudo cargadas de simbolismo, aunque éste no siempre sea inmediatamente evidente para el espectador moderno. Por ejemplo, el trabajo manual de la joven madre simboliza la virtud, al igual que el escabel completamente cubierto por la falda de la mujer. En la columna detrás de ella se ve tallado un Cupido, una referencia al amor (conyugal) del que es fruto el bebé. La capa y la espada del marido cuelgan del mismo pilar. La zapatilla en el suelo y la jaula de pájaros en la columna son también símbolos eróticos.
En varios lugares de este interior, Dou pintó cortinas colgantes que, junto con el paisaje que se ve a través de la ventana, dan profundidad al cuadro.

## Procedencia
Después de que el cuadro colgara en uno de los palacios reales ingleses durante décadas, el estadista Guillermo III de Orange se llevó la obra a los Países Bajos. Aquí se colocó en el palacio de Het Loo, como contrapartida a El canto de alabanza de Simeón, de Rembrandt. Tras dar algunas vueltas, el cuadro acabó en la Galería del Príncipe Guillermo V de La Haya en 1774. En tiempos de Napoleón, el cuadro fue a parar al Louvre. Tras su regreso, se expuso primero en la Galería del Príncipe Guillermo V y luego en la Mauritshuis, desde 1822.